# Chinese Volleyball League 2011-2012 (femminile)
La Chinese Volleyball League 2011-2012 si è svolta dal 2011 al 2012: al torneo hanno partecipato 12 squadre di club cinesi e la vittoria finale è andata per la prima volta al Guangdong Hengda.

## Squadre partecipanti
| - Bayi - Beijing - Fujian - Guangdong Hengda - Henan - Jiangsu | - Liaoning - Shandong - Shanghai - Sichuan - Tianjin - Zhejiang |

## Premi individuali[1]
| Premio                | Giocatrice           | Squadra          |
| --------------------- | -------------------- | ---------------- |
| Miglior realizzatrice | Katarzyna Skowrońska | Guangdong Hengda |
| Miglior attaccante    | Wang Lin             | Shandong         |
| Miglior muro          | Wang Ning            | Tianjin          |
| Miglior servizio      | Wang Yimei           | Liaoning         |
| Miglior allenatore    | Lang Ping            | Guangdong Hengda |

## Classifica finale[1]
| Pos | Squadra          | Verdetto                        |
| --- | ---------------- | ------------------------------- |
| 1   | Guangdong Hengda | Al campionato asiatico per club |
| 2   | Shanghai         |                                 |
| 3   | Tianjin          |                                 |
| 4   | Bayi             |                                 |
| 5   | Jiangsu          |                                 |
| 6   | Liaoning         |                                 |
| 7   | Zhejiang         |                                 |
| 8   | Beijing          |                                 |
| 9   | Fujian           |                                 |
| 10  | Sichuan          |                                 |
| 11  | Shandong         |                                 |
| 12  | Henan            |                                 |